# Vnukovski
Vnukovski - Внуковский (rus) - és un khútor del krai de Krasnodar, a Rússia. El 2010 tenia 442 habitants. Es troba a la vora dreta del Txelbas. És a 15 km al nord-oest de Kropotkin i a 129 km al nord-est de Krasnodar. Pertany al khútor de Privolni.